# جحر الدیک
جحر الدیک (به لاتین: Juhor ad-Dik) یک روستا در دولت فلسطین است که در استان غزه واقع شده‌است. جحر الدیک ۳٬۲۰۰ نفر جمعیت دارد.